# HD 128332
HD 128332，又名BD+57 1519，SAO 29202、HR 5451，是一颗恒星，视星等为6.48，位于銀經98.69，銀緯54.95，其B1900.0坐标为赤經14h 31m 14.6s，赤緯+57° 54.95′ 34″。